# Gouvernement régional de Madère
Le gouvernement de la région autonome de Madère (Governo da Região Autónoma da Madeira) est l'organe du pouvoir exécutif de cette région autonome qui fait partie du Portugal,.

## Histoire

### Création
Le gouvernement autonome est fondé en 1976 par la Constitution portugaise de cette année.
Le 27 octobre 1976, le gouvernement Ornelas Camacho, avec Jaime Ornelas Camacho comme président, est le premier gouvernement madèrien autonome.

### Gouvernement actuel
À l'issue des élections législatives régionales du 29 mars 2015, le Parti social-démocrate a maintenu sa majorité absolue à l'assemblée législative régionale. Ce parti forme le nouveau gouvernement le 20 avril 2015 avec comme président le chef régional du parti, Miguel Albuquerque. L'ancien président, Alberto João Jardim, était resté au pouvoir 37 ans.

## Fonctions
Les fonctions du gouvernement sont indiquées dans la Constitution portugaise dans le titre VII, « Régions autonomes ».
Le président du gouvernement est nommé par le représentant de la République pour Madère et investi par l'assemblée regionale. Les autres membres du gouvernement sont nommés par le représentant, sur proposition du président régional.
Le gouvernement est responsable devant l'assemblée régionale.

## Chronologie
- 1976 - 1978 : Gouvernement Ornelas Camacho (PPD/PSD)
- 1978 - 1980 : Gouvernement Jardim I (PPD/PSD)
- 1980 - 1984 : Gouvernement Jardim II (PPD/PSD)
- 1984 - 1988 : Gouvernement Jardim III (PPD/PSD)
- 1988 - 1992 : Gouvernement Jardim IV (PPD/PSD)
- 1992 - 1996 : Gouvernement Jardim V (PPD/PSD)
- 1996 - 2000 : Gouvernement Jardim VI (PPD/PSD)
- 2004 - 2004 : Gouvernement Jardim VII (PPD/PSD)
- 2004 - 2007 : Gouvernement Jardim VIII (PPD/PSD)
- 2007 - 2011 : Gouvernement Jardim IX (PPD/PSD)
- 2011 - 2015 : Gouvernement Jardim X (PPD/PSD)
- 2015 - 2019 : Gouvernement Albuquerque I (PPD/PSD)
- 2019 - 2023 : Gouvernement Albuquerque II (PPD/PSD.CDS-PP)
- 2023 - 2024 : Gouvernement Albuquerque III (PPD/PSD.CDS-PP)
- 2024 - 2025 : Gouvernement Albuquerque IV (PPD/PSD)
- Depuis 2025 : Gouvernement Albuquerque V (PPD/PSD.CDS-PP)